# Балтимор (окръг, Мериленд)
Окръг Балтимор (на английски: Baltimore County) е окръг в щата Мериленд, Съединени американски щати. Площта му е 1766 km², а населението – 831 026 души (2016). Административен център е град Таусън. Окръг Балтимор е различен от град-окръг Балтимор и не го включва в границите си.

## Личности
Родени в Балтимор
- Джон Ролс (1921 – 2002), американски философ